# Kościół Najświętszego Imienia Jezus i Niepokalanego Poczęcia Najświętszej Maryi Panny w Grodzisku Wielkopolskim
Kościół pobernardyński pw. Najświętszego Imienia Jezus i Niepokalanego Poczęcia NMP w Grodzisku Wielkopolskim – kościół wraz z klasztorem, wzniesione w 1662 roku, z fundacji Jana Leopolda Opalińskiego, kasztelana nakielskiego. Kościół konsekrowany w 1739 roku, z tego też czasu pochodzą szczyty i hełm wieży. Po kasacie ok. 1830 roku, klasztor przeznaczony został na cele szkolne, następnie w większości rozebrany. Kościół zwrócony prezbiterium na północy. Od północy i wschodu przylega do niego pozostawiona część klasztoru. Na zachód od kościoła wolno stojący budynek poklasztorny. Budowle są murowane i otynkowane, zbudowane w stylu barokowym.
Część dawnego klasztoru to także budynki więzienne (obecnie zakład poprawczy), które zostały zupełnie przebudowane.
- Kościół – jednonawowy z transeptem i prosto zamkniętym prezbiterium, równej szerokości z nawą, za którą wieża na planie kwadratu, częściowo wtopiona w zachowane skrzydło klasztoru. Od wschodu przy prezbiterium dwie zakrystie, łączące się także z zabudowaniami klasztoru. Nawa pięcioprzęsłowa, prezbiterium dwuprzęsłowe, ramiona transeptu jednoprzęsłowe. Wewnątrz ściany rozczłąkowane wydatnymi zdwojonymi pilastrami, na gzymsach, których wsparte zwielokrotnione gurty sklepień: w nawie i prezbiterium kolebkowym z lunetami, w ramionach transeptu kolebkowo-krzyżowych. Na szwach lunet dekoracja stiukowa o drobnych motywach roślinnych i główkach anielskich; w nawie wałki przedłużone na część środkową sklepienia i tworzące romby, w ramionach transeptu ponadto stiukowe rozety. W zakrystiach i wieży sklepienia kolebkowo-krzyżowe.

Chór muzyczny w pierwszym przęśle nawy od poł., wsparty na ścianie opilastrowanej ze ślepymi arkadami po bokach i arkadą środkową otwartą do sklepionej kolebkowo kruchty pod chórem; parapet chóru prosty, podzielony kolumienkami, między którymi w uszakowych płyciznach obrazy aniołów i świętych z 3 ćw. XVII w. Okna zamknięte półkoliście, dzielone przez środek półkolumienkami o kapitelach z liści dębu. Zewnątrz kościół opięty szkarpami dwuskokowymi, w których dekoracyjne płytkie wnęki; gzyms wieńczący profilowany. Fasada poł. dwuosiowa gładka, z trójskokowym portalem arkadowym i podobnym okienkiem do kruchty. Szczyty fasady i szczyty ramion transeptu podobne, późnobarokowe z 2 ćw. XVIII w., ujęte zdwojonymi pilastrami, zwieńczone belkowaniem i przerywanymi przyczółkami; po bokach szczytów spływy wolutowe, w lekko wybrzuszonej części środkowej, okna w dekoracyjnym obramieniu. Wieża o wąskich oknach, zwieńczona barokowym hełmem z 2 ćw. XVIII w., z dwiema latarniami, podbita blachą. Dach dwuspadowy kościoła i dachy transeptu kryte dachówką.
Ołtarz główny przestrzenny; mensa z balustradą z bramkami, wysunięta do połowy prezbiterium, za niedawny chór zakonny ze stallami, retabulum przy ścianie szczytowej prezbiterium. Mensa i falista balustrada na której cztery rzeźby: dwóch świętych królów i świętych Katarzyny i Barbary, rokokowe 3 ćw. XVIII w.; retabulum barokowe, architektoniczne, przerobione, z ornamentami z 2 ćw. XVIII w.; w zwieńczeniu rzeźba Boga Ojca z tegoż czasu i krucyfiks z ok. poł. XVII w., otoczony złoconą kutą kratą z 1 poł. XVIII w.; w polu środkowym obraz Adoracji Imienia Jezus przez świętych i dostojników duchownych oraz świeckich, wśród których król Jan Kazimierz i zapewne Jan Leopold Opaliński, kasztelan nakielski, z ok. 1662 roku.
Dwa ołtarze boczne przy łuku tęczowym, barokowe z 2 ćw. XVIII w., z ornamentami akantu i rozet; w lewym rzeźby dwóch świętych zakonników i obraz Anny Samotrzeć ze św. Józefem i Joachimem, z ok. poł. XVII w.; w prawym rzeźby św. Józefa i nieznanego świętego, oraz obraz Matki Boskiej z Dzieciątkiem, przemalowany.
Dwa ołtarze w ramionach transeptu: prawy rokokowy 3 ćw. XVIII w., ze zwieńczeniem ażurowym, ujmującym okno ramą z ornamentów rocaille, z niewielkimi rzeźbami św. Stanisława, św. Bernarda i nieznanej świętej, oraz obrazem św. Franciszka, przemalowanym; lewy wczesnoklasycystyczny z końca XVIII w., z obrazem Matki Boskiej ukazującej się św. Antoniemu, z 2 poł. XVII w. Ambona barokowa 3 ćw. XVII w., z ornamentami okuciowymi, obrazami ewangelistów na parapecie i św. Franciszka na zaplecku, oraz rzeźbą anioła z XVIII w., na baldachimie. Prospekt organowy z końca XVIII w., z ornamentami rokokowymi i klasycystycznymi, zwieńczony orłem polskim i panopliami. Stalle obiegające ściany chóru zakonnego 3 ćw. XVII w., z obrazami świętych franciszkańskich, Chrystusa i Marii w zapleckach.
Ławki intersjowane 2 poł. XVIII w. Krata z kruchty do kościoła z XVIII/XIX w. Czternaście stacji drogi krzyżowej, malowanych z XVII/XVIII w. Obrazy: z 1 poł. XVIII w; 1. św. Jana Nepomucena; 2. bł. Jana z Perusio i bł. Piotra z Saxoferrato; 3. bł. Andrzeja Conti; 4. św. Franciszka; 5. Procesja Dziękczynna /drugi podobny zniszczony, nieczytelny/ z XVIII w; 6. Chrystus Ukrzyżowany; 7. św. Maria Magdalena.
Nagrobek Leona Wojciecha Opalińskiego (zm. 1775 r.), wojewody sieradzkiego, ostatniego z rodu.
- Klasztor – z pierwotnego czworobocznego założenia z krużgankami i dziedzińcem zachowane jedynie przyziemie skrzydła pd. (piętro jest przebudowane), przylegające do prezbiterium i wieży, łączące się od wsch. z zakrystiami. Klasztor wpisany jest do rejestru zabytków pod osobnym numerem 415/A.

W niektórych wnętrzach zachowane sklepienia krzyżowe, na osi budynku część dawnego krużganku sklepionego kolebkowo-krzyżowo, zewnątrz oszkarpowanego. Boczne partie budynku, z których wsch. nieco występująca, opilastrowana w narożach, są pozostałością rozebranych skrzydeł bocznych klasztoru.
Nieopodal od zach. wolno stojący, piętrowy budynek, prostokątny, o wnętrzach przebudowanych.
- Figura Matki Boskiej z Dzieciątkiem – figura przed kościołem. Kamienna, barokowa. Na wysokim cokole, ogzymsowanym, z wnękami, kolumna zwieńczona rzeźbą Matki Boskiej z Dzieciątkiem z 2 poł. XVII w.